# Richard Krummel
Richard Frank Krummel (* 4. August 1925 in Buffalo, New York; † 30. Dezember 2017 in Edina, Minnesota) war ein US-amerikanischer Germanist.
Krummel beschäftigte sich schon früh mit dem Philosophen Friedrich Nietzsche. Nach dem Zweiten Weltkrieg lebte er als Soldat der US-Army in West-Berlin, später als Redakteur und Antiquar. Dort lernte er auch seine Frau Evelyn kennen, die damals eine Mitarbeiterin des Antiquars Gerd Rosen war. 1953 kehrte das Paar in die USA zurück, wo Richard Krummel an der University of Buffalo studierte; sie gingen jedoch 1957 wieder nach Deutschland zurück, wo Richard Krummel als Lehrer arbeitete. 1961 kehrte Krummel in die USA zurück und wurde 1971 an der University of Kentucky mit der Arbeit „Nietzsche und der deutsche Geist“ promoviert. Von 1966 bis zu seiner Emeritierung 1999 lehrte er als Professor für Germanistik an der Bemidji State University in Minnesota. Krummel war von 1975 bis 2005 Herausgeber der zweisprachigen (englisch/deutsch) Zeitschrift Germanic Notes and Reviews.
Seine Dissertation bildet die Basis der heute international beachteten vierbändigen analytischen Bibliographie Nietzsche und der deutsche Geist, teilweise unter Mitarbeit von Evelyn S. Krummel. Die private Sammlung von Richard Krummel, die dem Werk Nietzsche und der deutsche Geist zugrunde liegt, wurde 2001 von der Stadt Naumburg gekauft und ging in die Obhut der Friedrich-Nietzsche-Stiftung über.